# Akidnognathus
Akidnognathus — вимерлий рід тероцефалів. Таксон із пермського періоду ПАР.